# Пирангинью
Пирангинью (порт. Piranguinho) — муниципалитет в Бразилии, входит в штат Минас-Жерайс. Составная часть мезорегиона Юг и юго-запад штата Минас-Жерайс. Входит в экономико-статистический микрорегион Итажуба. Население составляет 8160 человек на 2006 год. Занимает площадь 130,334 км². Плотность населения — 62,6 чел./км².
Праздник города — 1 марта.

## История
Город основан в 1963 году.

## Статистика
- Валовой внутренний продукт на 2003 год составляет 25 505 760,00 реалов (данные: Бразильский институт географии и статистики).
- Валовой внутренний продукт на душу населения на 2003 год составляет 3265,36 реалов (данные: Бразильский институт географии и статистики).
- Индекс развития человеческого потенциала на 2000 год составляет 0,757 (данные: Программа развития ООН).

## Климат
Климат местности: тропический.